# Urobatis marmoratus
Urobatis marmoratus is een vissensoort uit de familie van de Urotrygonidae. De wetenschappelijke naam van de soort is voor het eerst geldig gepubliceerd in 1892 door Philippi.